# Unión Tangerina
La Unión Tangerina fue un club de fútbol español fundado por ciudadanos españoles residentes en Tánger, cuando Marruecos formaba parte del Protectorado español. El club desapareció en 1956, tras la independencia de Marruecos.
Hasta la independencia, la competición de fútbol en el norte de Marruecos estaba dirigida por la Liga Española de Fútbol. En Marruecos había otros equipos de origen español, como la Unión Deportiva Sevillana, la Unión Deportiva España, el Fútbol Club Iberia o el Club Atlético Tetuán.
- Datos: Q3551898